# Момир Војводић
Момир Војводић (Поношевац, код Ђаковице, 18. фебруар 1939 — Подгорица, 10. март 2014) био је српски песник.

## Биографија
Рођен је у Метохији. Са две и по године живота (1941) је морао са осталим Србима да избегне насиља албанских нацифашиста, који су затирали сваки траг српског постојања на том простору. У књизи из 2005. Ребра Проклетија, објавио је сећање своје мајке Милке о изгону са родног огњишта. Након рата се нису могли вратити у свој родни крај, јер је комунистичка власт 1945. донела закон о забрани повратка Србима у Метохију, Македонију и на Косово и тако дала легитимитет великоалбанском пројекту геноцида над српским народом.
Основно школовање завршио је у Горњој Морачи и у манастиру Морачи, гимназију похађао у Никшићу и Пећи, а студије југословенске и опште књижевности на Филолошком факултету у Београду. Радио је као професор српског језика и књижевности у средњим школама у Подгорици и био посланик у Скупштини Црне Горе и Народној скупштини СР Југославије.
Живео је у Подгорици где је и преминуо 10. марта 2014. године. Сахрањен је 12. марта на сеоском гробљу Убалац.

## Ставови
Никада се није помирио са изгоном Срба са Косова и Метохије, па је та неправда Албанаца и комуниста обележила велики део његовог књижевног рада. Највише песама и књига је посветио Косову и Метохији. Записао је да 63 Васкрса васкрсава у жељама родно огњиште у Метохији, које данас Буш и Бијела кућа поклањају Арнаутима за доларе. Осамдесетих година 20. века био је потписних свих петиција српских интелектуалаца упућених државним органима, са захтевима да се заустави терор албанских екстремиста над Србима на Косову и Метохији. Сматрао је да онај наш песник који не запева о косовској судбини Срба и није српски песник. Страдање Срба на том простору је поредио са страдањем и уништењем многих Јермена, а Проклетије је сматрао српским Араратом.

## Дела

### Књиге песама
- Светигора (1970)
- Трагови (1970)
- Надолажење праха (1971)
- Мирис мртвих трава (1972)
- Староставник (1974)
- Гробослови (1979)
- Насамо с каменом (1981)
- Гробослови рода курјачкога (1981)
- Са извора мојих гора (Aus den quellen meiner Berge) на немачком и српском језику (Западни Берлин, 1981)
- Лађа у каменици (1982)
- Путник са тисовим штапом (1983)
- Град над облаком (1984)
- Глас вучје горе (1985)
- Муке с ушима (1986)
- Пролистала штула (1987)
- Чувар дивљих ријечи (1987)
- Азбучна молитва (1988)
- Земље језик (1991)
- Давни гласник (1993)

### Антологије и избори песама
- Жертвено поље Косово (1389 – 1989), антологија поезије о Косову (1989)
- Са извора чарних гора, избор песама песника из Црне Горе (1989)